# Inna Deriglazova
Inna Vasilyevna Deriglazova –em russo, Инна Васильевна Дериглазова– (Kurchatov, 10 de março de 1990) é uma esgrimista russa, especialista no florete, campeã olímpica.

## Carreira
Participou em três Jogos Olímpicos de Verão, obtendo ao todo quatro medalhas: ouro em Rio de Janeiro 2016, na prova individual, prata em Londres 2012, por equipas (junto com Kamila Gafurzianova, Aida Shanayeva e Larisa Korobeinikova), e ouro e prata em Tóquio 2020, nas provas por equipas (com Larisa Korobeinikova, Marta Martianova e Adelina Zaguidulina) e individual.
Ganhou 11 medalhas no Campeonato Mundial de Esgrima entre os anos 2011 e 2019, e 14 medalhas no Campeonato Europeu de Esgrima entre os anos 2010 e 2019.

## Palmarés internacional
| Jogos Olímpicos    | Jogos Olímpicos          | Jogos Olímpicos   | Jogos Olímpicos     |
| Ano                | Lugar                    | Medalha           | Prova               |
| ------------------ | ------------------------ | ----------------- | ------------------- |
| 2012               | Londres ( Reino Unido)   | Medalha de prata  | Florete por equipas |
| 2016               | Rio de Janeiro ( Brasil) | Medalha de ouro   | Florete individual  |
| 2020               | Tóquio ( Japão)          | Medalha de ouro   | Florete por equipas |
| 2020               | Tóquio ( Japão)          | Medalha de prata  | Florete individual  |
| Campeonato Mundial |                          |                   |                     |
| Ano                | Lugar                    | Medalha           | Prova               |
| 2011               | Catania ( Itália)        | Medalha de ouro   | Florete por equipas |
| 2013               | Budapeste ( Hungria)     | Medalha de bronze | Florete individual  |
| 2013               | Budapeste ( Hungria)     | Medalha de bronze | Florete por equipas |
| 2014               | Kazan ( Rússia)          | Medalha de prata  | Florete por equipas |
| 2015               | Moscovo ( Rússia)        | Medalha de ouro   | Florete individual  |
| 2015               | Moscovo ( Rússia)        | Medalha de prata  | Florete por equipas |
| 2016               | Rio de Janeiro ( Brasil) | Medalha de ouro   | Florete por equipas |
| 2017               | Leipzig ( Alemanha)      | Medalha de ouro   | Florete individual  |
| 2017               | Leipzig ( Alemanha)      | Medalha de bronze | Florete por equipas |
| 2019               | Budapeste ( Hungria)     | Medalha de ouro   | Florete individual  |
| 2019               | Budapeste ( Hungria)     | Medalha de ouro   | Florete por equipas |
| Campeonato Europeu |                          |                   |                     |
| Ano                | Lugar                    | Medalha           | Prova               |
| 2010               | Leipzig ( Alemanha)      | Medalha de bronze | Florete individual  |
| 2010               | Leipzig ( Alemanha)      | Medalha de bronze | Florete por equipas |
| 2011               | Sheffield ( Reino Unido) | Medalha de prata  | Florete por equipas |
| 2012               | Legnano ( Itália)        | Medalha de ouro   | Florete individual  |
| 2012               | Legnano ( Itália)        | Medalha de bronze | Florete por equipas |
| 2014               | Estrasburgo ( França)    | Medalha de prata  | Florete por equipas |
| 2015               | Montreux ( Suíça )       | Medalha de prata  | Florete por equipas |
| 2016               | Toruń ( Polónia)         | Medalha de ouro   | Florete por equipas |
| 2017               | Tiflis ( Geórgia)        | Medalha de prata  | Florete individual  |
| 2017               | Tiflis ( Geórgia)        | Medalha de prata  | Florete por equipas |
| 2018               | Novi Sad ( Sérvia)       | Medalha de ouro   | Florete individual  |
| 2018               | Novi Sad ( Sérvia)       | Medalha de prata  | Florete por equipas |
| 2019               | Düsseldorf ( Alemanha)   | Medalha de ouro   | Florete por equipas |
| 2019               | Düsseldorf ( Alemanha)   | Medalha de prata  | Florete individual  |